# Linia kolejowa nr 724
Linia kolejowa nr 724 – drugorzędna, jednotorowa, niezelektryfikowana linia kolejowa znaczenia państwowego łącząca rejon GPA z rejonem GPB stacji Gdynia Port.
Linia została w całości ujęta w kompleksowej i bazowej towarowej sieci transportowej TEN-T.